# Комарова, Таиса Прокофьевна
Таиса Прокофьевна Комарова (15 августа 1926 года, с. Яготин, Киевская область — 30 января 1996 года, Новосибирск) — советский учитель и преподаватель, Герой Социалистического труда.

## Биография
Родилась в 1926 году в Киевской области. В 1944 году окончила Барнаульское педагогическое училище. Преподавала в Барнаульской краевой лесной школе (1944—1946). В 1946 году переехала в Новосибирскую область, где продолжила работу в Бобровской начальной школе Сузунского района. С 1949 года — учитель, директор начальной школы в посёлке Красный Камешок Сузунского района. С 1951 по 1955 год работала в школе в Черниговской области. Преподавала в Корюковской русской средней школе.
В 1955 году вернулась в Новосибирскую область в Красно-Камешковскую среднюю школу. Обучала передовому опыту учительский состав района и области. Позже стала директором школы, проработав в ней, в общей сложности, 22 года.
1 июля 1968 года указом Президиума Верховного Совета СССР была удостоена звания Героя Социалистического Труда, за большие заслуги в деле коммунистического воспитания учащихся.
В 1977 году заняла должность инспектора Сузунского РОНО. В этом же году начала преподавать в Новосибирском областном институте совершенствования учителей. Читая курсы, главным образом, для учителей небольших сельских школ, разъясняя им специфику развивающего обучения с учётом специфики сельской местности.
Помимо преподавания вела активную общественную работу. Являлась заведующей агитбригад, пропагандистом, редактором местного отделения газеты «Сельхозтехника», членом бюро Сузунского обкома КПСС, нештатным методистом областного института совершенствования учителей, руководителем школы передового опыта в сфере образования.
Скончалась в 1996 году в Новосибирске. Похоронена на Заельцовском кладбище Новосибирска.

## Награды
Награждена Орденом Ленина, знаком «Отличник народного просвещения».